# Venus Xtravaganza
Venus Xtravaganza ( 5 de mayo de 1965 - 21 de diciembre de 1988) fue una artista transgénero estadounidense. Adquirió cierta fama a nivel nacional después de su aparición en la película documental Paris Is Burning de Jennie Livingston en el año 1990, en la que su vida como mujer trans forma uno de los varios arcos narrativos de la película.

## Primeros años de vida
Xtravaganza nació el 5 de mayo de 1965 en Jersey City, Nueva Jersey.  Sus padres eran de ascendencia italiana y puertorriqueña. Tenía cuatro hermanos. Xtravaganza tomó el nombre de Venus en su adolescencia.

## Carrera
Xtravaganza afirma en Paris Is Burning que comenzó a vestirse con ropa de mujer y actuar a los 13 o 14 años, ubicándose así sus primeras actuaciones alrededor de 1978 o 1979. Finalmente, su familia se dio cuenta de su estilo de vida y, como "no quería avergonzarlos, [ella] se mudó" a la ciudad de Nueva York para poder actuar libremente. Su recorrido por la cultura ballroom comenzó en 1983, cuando el fundador de la casa Xtravaganza, Héctor Valle, la invitó a unirse a la casa. Venus afirmó también que él fue el primer hombre gay que conoció.
En su cumpleaños número 15, Valle la llevó a Greenwich Village, le hizo una fiesta y le compró un pastel.  Después de que Valle muriera por complicaciones relacionadas con el SIDA en 1985, Angie Xtravaganza asumió el papel de madre de la casa y tomó a Venus Xtravaganza como su aprendiz e hija drag. En el momento de filmar Paris Is Burning, Xtravaganza era una aspirante a modelo. Ella también expresó que quería una operación de cambio de sexo que la hiciera sentirse completa.

## Muerte
El día de Navidad de 1988, Xtravaganza fue encontrada estrangulada debajo de una cama en el Hotel Duchess de Nueva York. Se estimó que su cuerpo había estado allí durante cuatro días antes del descubrimiento. En aquel entonces, el rodaje de Paris Is Burning estaba en curso, y los minutos finales de la película incluyen a Angie Xtravaganza reaccionando a su muerte. Angie Xtravaganza dijo que sentía que Venus era alguien que se arriesgaba demasiado, que "era demasiado salvaje con la gente de la calle" y que temía que "algo [iba] a pasarle [a ella]".  Angie Xtravaganza fue la primera persona a la que los detectives se acercaron con la noticia de la muerte de Venus Xtravaganza, y fue también quien les dio la noticia a los padres biológicos de esta última.
En Paris Is Burning, Xtravaganza describe un momento en que escapó por poco de un ataque de un hombre que descubrió que era transgénero durante un encuentro íntimo, y es posible que su asesinato se produjera en un contexto similar. Su asesino nunca fue encontrado. Está enterrada en el cementerio de Holy Cross en North Arlington, Nueva Jersey.

## Legado
- En su libro Cuerpos que importan. Sobre los límites discursivos del "sexo", la estudiosa feminista Judith Butler analiza las entrevistas de Xtravaganza en el contexto de la identidad transgénero y la teoría de género.[2]
- En el otoño de 2013, un grupo de teatro de la ciudad de Nueva York presentó una obra de misterio sobre un asesinato centrada en una versión ficticia del asesinato de Xtravaganza. Los miembros de la casa Xtravanganza declararon en un comunicado de prensa en Facebook que no estaban involucrados en la producción del programa y que no lo respaldaban. En un comunicado de prensa posterior, condenaron el trabajo como "inapropiado, oportunista e irrespetuoso con el legado de Venus".[6] La familia biológica de Xtravaganza también expresó su descontento con la obra.[4]
- En el programa de competencia de telerrealidad RuPaul's Drag Race, los concursantes y los jueces aluden con frecuencia a líneas de Paris Is Burning, muchas de ellas de Xtravaganza. Un ejemplo notable ocurre en el segundo episodio de la cuarta temporada, cuando el competidor Willam Belli se refiere al equipo contrario durante el reto principal del capítulo como "un grupo de orangutanes peludos", un insulto (read) que utilizó Xtravaganza en el documental.[7]
- La casa Xtravaganza se mantiene activa en la cultura ballrom, la vida nocturna y el activismo LGBTQ. Es una de las casas en activo más antiguas de la ciudad de Nueva York.
- En el documental How Do I Look, se entregó un premio en su nombre a Jazmine Givenchy. El texto de dicho premio dice: "EL PREMIO LEYENDA VENUS XTRAVAGANZA Otorgado a JAZMINE GIVENCHY Celebrando la Historia y Cultura Negra a través de las ricas tradiciones de la BALLROOM/HOUSE COMMUNITY". 20 de febrero de 2004.